# Protomère
Un protomère est la sous-unité de base d'une protéine multimérique. Il est appelé monomère en dehors du contexte de l'allostérie. Un protomère est une unité fonctionnelle dans le sens où il peut être composé de plusieurs sous-unités protéiques. Au sein de la structure quaternaire, les différents protomères sont liés entre eux généralement par liaisons faibles, voire parfois par des ponts disulfures.
La notion de protomère est directement liée aux enzymes à structure quaternaire (enzymes comportant plus d'une sous-unité). On appelle ainsi protomère la sous-unité ou l'association de sous-unités se répétant n fois, n étant un nombre pair.
Par exemple, soit une enzyme renfermant quatre sous unités, et les quatre sous unités sont les mêmes, dénommées arbitrairement a. Alors l'enzyme est dite a4 et le protomère est a. Dans cet exemple ci, le protomère est aussi le monomère (ou sous-unité).
Prenons maintenant un autre exemple, et ici, l'enzyme renferme quatre sous-unités qui sont deux sous-unités de type a et deux sous-unités de type b. Cette enzyme sera dite a2b2 et le protomère sera ab. Un exemple est donné par l'hémoglobine. L'hémoglobine est un tétramère composé de deux protomères ; chaque protomère est constitué de deux sous-unités, une sous unité α et une sous-unité β.
La notion de protomère sert donc à définir la structure d'enzymes quaternaires, protéines jouant un rôle important dans l'organisme et souvent régulées par les phénomènes d'allostérie.